# Crateri di Tebe
Segue una lista dei crateri d'impatto presenti sulla superficie di Tebe. La nomenclatura di Tebe è regolata dall'Unione Astronomica Internazionale; la lista contiene solo formazioni esogeologiche ufficialmente riconosciute da tale istituzione.
I crateri di Tebe portano i nomi di personaggi e luoghi legati al mito di Tebe.

## Prospetto
| Cratere | Eponimo                                                                                       | Latitudine | Longitudine | Diametro |
| ------- | --------------------------------------------------------------------------------------------- | ---------- | ----------- | -------- |
| Zethus  | Zeto, figlio di Zeus e Antiope, in alcuni racconti della mitologia greca è il marito di Tebe. | 10° N      | 175° W      | 40 km    |